# Laphria affinis
Laphria affinis là một loài ruồi trong họ Asilidae. Laphria affinis được Macquart miêu tả năm 1855. Loài này phân bố ở vùng Tân Bắc giới.